# Џеремаја Џонсон (филм)
Џеремаја Џонсон (енгл. Jeremiah Johnson) је амерички независни биографски вестерн филм базиран на животу истоименог горана. Филм је режирао Сидни Полак, а написали Едвард Анхалт и Џон Милијус користећи нефикцијску књигу Crow Killer: The Saga of Liver-Eating Johnson (досл. Убица врана: Сага о Јетрождрачу Џонсону) и роман Mountain Man (досл. Планински човек, 1965) као примарне изворе.
Смештена током 19. века, радња филма прати Џеремају Џонсона (Роберт Редфорд) и његов историјски сукоб против Абсарока Индијанаца на територији данашње Монтане. Глумачку поставу такође чине: Вил Гир, Стефан Гираш, Алин Ен Меклери и Хоакин Мартинез. Филм је премијерно приказан на Филмском фестивалу у Кану 7. маја 1972. године, да би затим имао своју биоскопску премијеру у Њујорку у децембру те године. У Југославији, филм је имао своју премијеру 1973. године под називом Џеремија Џонсон.
Филм је био критички и комерцијални успех и номинован је у ужи избор за награду на Канском фестивалу.

## Улоге
- Роберт Редфорд — Џеремаја Џонсон
- Вил Гир — Медвеђа Канџа Крис Леп
- Стефан Гираш —  Дел Гју
- Дел Болтон — Лабудица
- Џош Алби — Кејлеб
- Хоакин Мартинез — Боји своју мајицу у црвено
- Алин Ен Меклери — Луда жена
- Пол Бенедикт — Велечасни Линдквист
- Џек Колвин — Поручник Мулви
- Мет Кларк — Квејлен
- Ричард Ангарола — Поглавица Два језика Лебо
- Чарлс Тинер — Робидо
- Тања Такер — Квејленова ћерка (некредитована)

### Кастинг
За улогу епонимног главног лика пре Роберта Редфорда је разматран Клинт Иствуд. Иствудово неслагање са планираним режисером филма Семом Пекинпоом је онемогућило његову сарадњу на филму. Након неуспеха да се дође до компромиса, продуценти студија Warner Bros. су предложили Иствуду улогу детектива Харија Калахана у филму Прљави Хари.